# Плине качур по Дунаю
Пли́не ка́чур по Дуна́ю — українська народна пісня про долю заробітчанина. Уперше записана Миколою Лисенком з голосу Івана Франка. Належить до наймитських соціально-побутових пісень.
Пісня розповідає про важку долю наймита, якому доводиться мандрувати на чужину для заробітку. Заради цього він вимушений залишити рідний край і кохану дівчину. Він жаліється на неоднакову з братами долю, яким випало «панувати», а йому — «бідувати» по чужих краях.

## Фольклорні записи

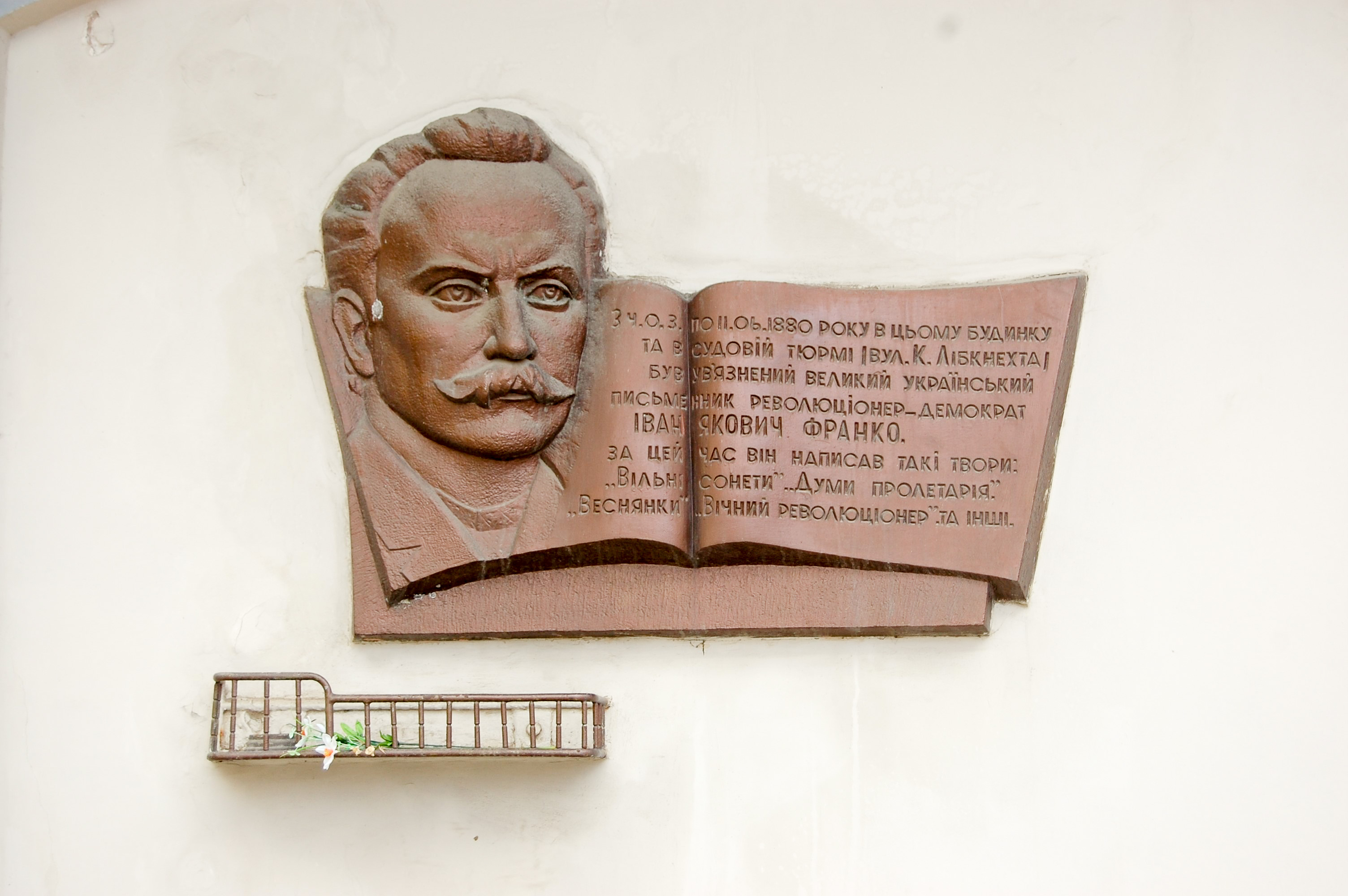
Меморіальна дошка на Коломийській ратуші, в якій ув'язнений Іван Франко зробив фольклорні записи пісні

Пісня відома в декількох фольклорних записах, найвідоміший з яких був здійснений Миколою Лисенком з голосу Івана Франка, і ввійшла в «Збірник народних українських пісень» (т. IV), опублікований 1886 року. У збірнику міститься п'ять пісень, записаних М. Лисенком під час першого перебування І. Франка в Києві 1885 року, серед яких «Про Добвуша» та «Ой там за горою та за крем'яною». Пісню «Плине качур по Дунаю» Іван Франко записав і перейняв від Кароля Батовського з села Ценяви Коломийської округи 1880 року під час свого другого тримісячного ув'язнення, яке він відбував у коломийській тюрмі. 
Пісня також відома в інших фольклорних записах, зроблених у різних частинах Карпатського регіону — на Покутті, Закарпатті й Лемківщині. Один з них, згодом  виданий 1906 року у Львові, здійснив Осип Роздольський у селі Серафинці Городенківського повіту на Станіславщині.. 
Варіант цієї пісні, записаний фольклористкою Софією Грицою і ввійшов у збірку «Наймитські та заробітчанські пісні» 1975 року. 
У впорядковану Марією Байко збірку «Антологія лемківської пісні» ввійшов варіант, записаний з голосу лемківської співачки Анни Драган у селі Розділля та Осипа Федака з села Павлокома.
Під час Першої світової війни пісня зазнала авторських інтерпретацій. Зокрема, у часописі «Місяцеслов» під редагуванням Августина Волошина була опублікована авторська версія пісні, надіслана вояком італійського фронту австро-угорської армії закарпатцем Іваном Паппом
Плыне качур по Дунаю…
Дай ми Боже, что гадаю,
Я ще гадав вандровати,
Айбо мушу воевати.
Та сама версія, записана на Закарпатті 1967 року як народна фольклористом Юрієм Туряницею, увійшла в збірку «Рекрутські та солдатські пісні».
Також на Закарпатті фольклорист Дезидерій Задор у 1940-х роках записав пісню «Пливе кача по Тисині», яка перегукується в окремих моментах з піснею «Плине качур по Дунаю».

## Пісня у творчості Івана Франка
Іван Франко у своїх творах тричі звертався до пісні «Плине качур по Дунаю». У виставі «Війт заламейський», вільній переробці драми іспанського драматурга Педро Кальдерона де ла Барка «Саламейський алькальд», пісня звучить на початку другої дії. Донька селянина Педро Креспа Ізабелла та її двоюрідна сестра Інес співають фрагмент пісні. У ремарці до вистави зазначено, що мелодія Лисенка. 
Пісня є ключовим епізодом неопублікованої Франком повісті «Не спитавши броду», зокрема її розділу, який окремо був виданий Іваном Франком як оповідання «Дріада» (1905). Герой повісті Борис Граб почувши пісню знайомиться з дівчиною, яку він прийняв за дріаду. 
|  | Відтам, із противного кінця ярка, з вищої його стіни, з-поміж густої зелені буків та ліщини, лився той голос — чистий, дзвінкий та мелодійний, лилася пісня, повна туги і меланхолії, та притім надихана якоюсь таємною життєвою енергією, мов тужливий, а притім так могутній своєю енергією гомін гірського потоку. Борис зупинився, напружив слух і прислухувався до слів пісні. Плине качур по Дунаю,— вистрілила вгору відома йому мелодія, мов протяжне, тужливе зітхання... Плине качур по Дунаю,— повторилися слова, та мелодія надала їм більше пристрасті; вони звучали тепер, мов порив ув’язненої душі, що бачить перед собою широкий Дунай і граціозні рухи живучої птиці, а сама не може вирватися з гнітючих її оковів. І знов іде глибоке, пристрасне зітхання, розливаючися широкими тактами мелодії: Дай ми, боже, що думаю! І мов жайворонок із піднебної висоти камінцем спадає вниз, так і мелодія розсипається тихим хлипанням безсильного жалю: Дай ми, боже, що думаю! |

Вдруге пісня звучить в епізоді освідчення в коханні Бориса Граба та Густі Трацької. 
|  | Мов скаменілий, стояв він на місці і слухав. Його напружене ухо розрізнювало мелодію, просту, жалібну мелодію руської народної пісні, далі розрізнило й слова: Де ж ти, милий, пробуваєш, Що за мене забуваєш? Пробуваю край Дунаю, Не раз тебе споминаю… Коби човен та й весельце, Ночував би-м в тебе, серце; Та ні човна, ні порома, Ночувати мушу дома! Що сталося з Борисом? Яка незглибима, чародійська сила обхопила його могучими руками, понесла його душу, як буря пилиночку, гойдаючи її та пестячи, мов дитя, на хвилях сього голосу не спокійній, а живій течії сеї пісні? Ох, він пізнав той голос, той чистий срібний, трохи горляний голос, котрий будив в його серці найкращі, найлюбіші акорди. |

## Записи
- Марія Байко ‎– «Пісні Франкового Краю». Мелодия ‎– С30 20315 002, Vinyl, LP, СРСР, 1983[15].
- Пісня входила до репертуару Віри Баганич і була видана на касеті «Співає Віра Баганич» 2001 року[16].